# Aitakatta
Aitakatta (会いたかった? lett. "Mi sei mancato") è il primo singolo discografico major (terzo in assoluto) del gruppo di idol giapponesi AKB48, pubblicato dall'etichetta DefSTAR Records il 25 ottobre 2006. Il singolo è arrivato alla dodicesima posizione della classifica dei singoli più venduti della settimana Oricon.

## Tracce
CD singolo
1. Aitakatta (会いたかった) – 3:48 (testo: Yasushi Akimoto – musica: Bounceback)
2. Dakedo... (だけど…) – 4:37 (testo: Yasushi Akimoto – musica: Michihiko Ōta)
3. Aitakatta (Instrumental) – 3:48
4. Dakedo... (Instrumental) – 4:37

Durata totale: 16:50

## Formazione
All'incisione della title track e del lato B del singolo hanno partecipato venti membri facenti parte del Team A e del Team K:
Team A
- Atsuko Maeda (center)
- Tomomi Itano
- Haruna Kojima
- Minami Minegishi
- Rina Nakanishi
- Risa Narita
- Tomomi Ōe
- Mai Ōshima
- Mariko Shinoda
- Minami Takahashi
- Hana Tojima

Team K
- Sayaka Akimoto
- Tomomi Kasai
- Kana Kobayashi
- Natsumi Matsubara
- Sae Miyazawa
- Kayo Noro
- Erena Ono
- Yūko Ōshima
- Ayaka Umeda

## Classifiche
| Classifica (2006) | Posizione più alta |
| ----------------- | ------------------ |
| Giappone          | 12                 |